# David Gilmour (Album)
David Gilmour ist das erste Soloalbum des britischen Musikers David Gilmour, dem Gitarristen, Sänger, Komponisten und Songwriter der Rockband Pink Floyd. Das Album wurde am 25. Mai 1978 in England und am 17. Juni 1978 in den USA veröffentlicht.

## Hintergrund
Das Album wurde in den Super Bear Studios in Frankreich zwischen Dezember 1977 und Januar 1978 von John Etchells aufgenommen und im März 1978 im selben Studio von Nick Griffiths abgemischt. Das Cover wurde von Hipgnosis und Gilmour gemeinsam entwickelt.
Als einzige Single wurde There’s No Way Out of Here veröffentlicht, ein von Ken Baker geschriebenes Stück, das ursprünglich 1976 auf dem von Gilmour produzierten Unicorn-Album Too Many Crooks veröffentlicht worden war. Die Single floppte in Europa, konnte aber im US-amerikanischen Markt einige Achtungserfolge verzeichnen. Ursprünglich wollte Gilmour auch das Stück Comfortably Numb auf diesem Album verwenden, Roger Waters (Gilmours Bandkollege bei Pink Floyd) konnte ihn überreden, das Lied für das ein Jahr später veröffentlichte Pink-Floyd-Konzeptalbum The Wall aufzusparen.
Die Platte wurde von Gilmour selbst produziert. Die Stücke auf David Gilmour sind überwiegend am Blues orientiert und deutlich Gitarren-lastig. Eine Ausnahme stellt die Ballade So Far Away dar. Der Titel Mihalis ist griechisch für „Michael“ und wurde nach einer Yacht benannt, die Gilmour zu dieser Zeit besaß.
Das Album wurde von EMI Records in Europa am 14. August 2006 Digital Remastered neu veröffentlicht. Legacy Recordings/Columbia Records veröffentlichte die Remastered-CD in den USA und Kanada am 12. September 2006.

## Titelliste
Im Jahr 2006 erschien eine digital überarbeitete Version des Albums auf CD, diese enthielt außerdem jeweils längere Versionen der einzelnen Lieder als auf den vorherigen Veröffentlichungen. Die Länge der längeren Version auf dieser Ausgabe ist jeweils in Klammern angegeben.
1. Mihalis (David Gilmour) – 5:47 (6:00)
2. There’s No Way Out of Here (Ken Baker) – 5:10 (5:24)
3. Cry from the Street (David Gilmour, Electra Stuart) – 5:13 (5:18)
4. So Far Away (David Gilmour) – 5:50 (6:12)
5. Short and Sweet (David Gilmour, Roy Harper) – 5:27 (5:33)
6. Raise My Rent (David Gilmour) – 5:31 (5:49)
7. No Way (David Gilmour) – 5:29 (6:14)
8. It’s Deafinitely (David Gilmour) – 4:26 (4:28)
9. I Can’t Breathe Anymore (David Gilmour) – 3:08 (3:40)

## Erfolg
Das Album erreichte Platz 17 in England und Platz 29 in den Billboard-Charts und erreichte in den USA Gold-Status (RIAA).